# Vee Speers
Vee Speers, née en 1962, est une photographe franco-australienne.

## Biographie
Vee Speers étudie la photographie au Queensland College of Arts à Brisbane. Dans les années 1980, elle travaille comme photographe de plateau pour la chaîne de télévision ABC Australie. Après avoir déménagé à Paris, elle commence à exposer son art avec sa série Bordello. Son travail a également été publié en couverture de nombreux magazines.
Vee Speers est notamment reconnue pour ses portraits chorégraphiés, à la fois picturaux et aériens, dont se dégage une forme d’ambiguïté visuelle et métaphorique. La photographe est basée à Paris.

## Carrière artistique

### Botanica
À l’image du travail du photographe américain, Robert Mapplethorpe, Vee Speers réalise des portraits de fleurs, et tente de faire ressortir la personnalité de chacune d'entre elles. L’artiste numérise des tirages en noir et blanc pour ensuite les coloriser sans rechercher le réalisme.

### Birthday Party
Dans la série emblématique Birthday Party, Vee Speers s’attache à l'innocence et à l'enfance. La photographe met en scène ses personnages en créant des portraits et des histoires énigmatiques entre réalité et fiction, sous le ton de la fantaisie. Elle offre ainsi des aperçus allégoriques de la vie, et cherche à déclencher des souvenirs de la propre enfance du spectateur,.

### Bulletproof
Dans sa série Bulletproof,  Vee Speers réalise des portraits des enfants du projet Birthday Party près de six ans plus tard. Avec les années, les héros et héroïnes ont évolué et leurs corps ont pris forme. Les visages se sont également transformés. À travers ses compositions, la photographe invite ses personnages dans des royaumes et terrains de jeux imaginaires, où ils resteront dans le temps armés et victorieux.

### Dystopia
Le projet Dystopia est le dernier volet de la trilogie débutée dix ans plus tôt avec la série Birthday Party, suivie de Bulletproof. Pour ce projet, la photographe invente sa propre dystopie visuelle par la représentation d’un monde en plein déséquilibre. À travers des compositions froides et la présence de protagonistes sans identités fixes, l’artiste défend principalement la notion de liberté,.

### Phoenix: Rise from the Ashes
Avec Phoenix : Rise from the Ashes, Vee Speers dresse une histoire évocatrice sur les femmes, avec la réalisation de portraits et de paysages à la fois nostalgiques et contemporains. Ces compositions sont pour l’artiste des symboles intemporels de transformation entre la vie, la mort et la quête de renaissance d’une nouvelle identité, d’où le titre de Phoenix propre à cette série,,,.

## Reconnaissance
En 2010, Vee Speers est l'une des quatre photographes présentés lors de l'inauguration du musée Fotografiska à Stockholm, en Suède, aux côtés d'Annie Liebovitz, Joel-Peter Witkin et Lennart Nilsson.

## Collections
Son travail est exposé dans des musées et galeries à travers le monde entier. Ses photographies sont ainsi présentes dans la Hoffman Collection US, au Museum of Fine Arts de Houston, au Museum 21C, dans la Sir Elton John Collection, le Fonds d'art de la Compagnie de la Baie d'Hudson, la ou la Michael Wilson Collection.

## Publications
- Bordello, préface de Karl Lagerfeld, Periplus Publishing London Ltd, 224p, juin 2006,  (ISBN 9781902699738)
- Birthday Party, préface de Susan Bright, Dewi Lewis Publishing, Royaume-Uni, 2008,  (ISBN 9781904587644)
- Bulletproof, introduction de Julie Estève, Kehrer Verlag, 88p, 2014,  (ISBN 9783868285666)

## Expositions

### Expositions individuelles
Parmi une liste non exhaustive :
- Bordello, Ken Damy Gallery, Brescia, Italie, mars 2002
- Bordello, Past Rays Gallery, Yokohama, Japon, septembre 2002
- Bordello and Parisians, Sandra Byron Gallery, Sydney, mai 2006
- Bordello and Parisians, La Galerie du Passage, Paris, juin 2006
- Birthday Party, Sirius Arts Centre, Cork County, Irelande, juillet 2007
- LIPF Photographic Festival, Lianzhou, Chine, novembre 2007
- Birthday Party, Byron McMahon Gallery, Sydney, novembre 2007
- Birthday Party, Gallery Anita Beckers, Frankfurt, février 2008
- Birthday Party, The Photographers’ Gallery, Londres, février 2008
- Singapore International Photography Festival, septembre 2008
- Birthday Party, Acte2 Gallery, Paris, février 2009
- Birthday Party, Jackson Fine Art, Atlanta, février 2009
- International Discoveries, Fotofest, Houston, octobre 2009
- Birthday Party, Fotografiska Museum, mai 2010
- Birthday Party, Atelier Jungwirth, Graz, octobre 2010
- Immortal, Jackson Fine Art, Atlanta, avril 2011
- Immortal, Acte2 Galerie Paris, mai 2011
- Nordic Lights, Norway Photographic Festival, mai 2011
- Bordello, FEPN Festival, Arles, mai 2011
- Birthday Party,  The Little Black Gallery, Royaume-Uni, septembre 2012
- Birthday Party, Getxophoto Festival, Espagne, août 2012
- Retrospective, Gallery Fahey Klein, Los Angeles, mai 2012
- Bulletproof, Galerie Huit, Arles, juillet 2014
- Bordello, The Little Black Gallery, Royaume-Uni, mars 2014
- Bulletproof , Fotografiska Museum, Stockholm, avril 2015
- Bulletproof, Musée Nationale d’Art et d’Histoire, Luxembourg, mai 2015
- Jardion Secret, Wild Project Gallery, septembre 2016
- Dystopia, School Galerie, Paris, novembre 2017
- Dystopia, Art Partner Fotografiska, Stockholm, février 2018
- Dystopia, Jackson Fine Art, Atlanta, juillet 2018
- Head-On Festival, Sydney, mai 2020
- MIA Fair, Milan, 2021[10]
- Art Paris, Grand Palais Ephémère, 2021
- Art Up Lille, Lille Grand Palais, 2021
- Phoenix - Rise from the Ashes, Galerie XII Paris, 2021

## Expositions collectives
Parmi une liste non exhaustive :
- Festival Foto 2002 Portfolio in Piazza of Savignano sul Rubicone, Forli-Italy, septembre 2002
- The Photographers’ Gallery, Summer Show, Londres, juillet 2004
- Women Photographing Women, septembre 2005
- The Photographers’ Gallery, Londres, décembre 2005
- The Body Familiar: Current Perspectives of the Nude, Griffin Museum of Photography, Boston, janvier – mars 2006
- The Portrait, The Photographers’ Gallery, Londres, mai 2006
- Madame La Presidente, Rencontres d’Arles, juillet 2007
- Objectif Feminin, Birthday Party, Ambassade australienne, Paris, mars 2007
- LIPF Photographic Festival, Lianzhou, Chine, novembre 2007
- SIPF Singapore International Photography Festival,  septembre 2008
- Au Feminin100 Women Photographing Women, Centre Culturel Calouste Gulbenkian, juillet 2009
- Birthday Party/Bulletproof, Festival de Vichy, mai 2014
- Birthday Party/Bulletproof, Festival du Regard, St-Germain-en-Laye, juin 2015
- San Francisco Beauty and the Beast: The Beast and Animal in Photography (Bambi), MOPA, juin 2016
- WOMEN & PHOTOGRAPHY, Udine, Italie, Walter Liva, coordination du CRAF, janvier 2018
- FotoArte Festival BIelsko-BIała, Pologne, octobre 2019